# Joseph Bogaert
Joseph Emmanuel Robert Bogaert (Brugge, 18 maart 1752 – aldaar, 10 november 1820) was drukker, uitgever, rederijker en taalijveraar in Brugge.

## Levensloop
Bogaert was de zoon van François Bogaert en Carolina Van den Broucke.
Hij leerde het drukkersvak aan bij de Brugse drukker Pieter De Sloovere en bij diens weduwe en haar tweede echtgenoot Joseph De Busscher. Hij ging verder in de leer in Brussel bij drukker Joost Van den Berghe. Hij trouwde in Brussel met Marie Madelaine Denies (geboren Oudergem-Watermaal, 13 augustus 1748) en hun twee oudste kinderen werden er geboren. Na de dood van Bogaert werd deze episode nog herinnerd in een rederijkersgedicht: 
- ... en door zijn neerstigheyd
- met ’t schoon der Boekdrukkunst zijn aerdsch geluk bereyd.
- Te Brussel zag men hem, door kundigheyd verheffen,
- want hij, in dit beroep, wist ’t keurwicht recht te treffen.

Ten laatste in 1783 kwam Bogaert zich in Brugge vestigen. Hij was toen vooraan de dertig. Hij woonde aanvankelijk “op d’Oude Beurze, by d’Academie”, begin 1787 verhuisde hij naar de Sint-Jacobstraat, in het voorjaar van 1791 vestigde hij zich op de Grote Markt en in 1795 trok hij naar de Kuipersstraat E2-59 (thans n° 27), waar hij bleef wonen tot aan zijn dood. Het echtpaar Bogaert-Denies had negen kinderen: Daniel (1777-1849), Jan-Frans (1779-1844), Emmanuel-Antoine (1784), Marie-Catherine (1786-1865), Catherine-Josèphe (1787-1827), Amand (1788-1855), Colette-Beatrice (1790-1855), Charles-Joseph (1791-1875), Marie-Anne (1794-1838). De vaststelling dat Joseph Bogaert een talrijk gezin had, kan wellicht mee een reden zijn geweest waarom hij in de revolutietijd voor tegengestelde strekkingen drukte. Men moest toch leven.

## Drukker en uitgever
Bogaert slaagde erin een plaats te veroveren onder de Brugse drukkers. Zijn voornaamste auteurs waren:
- Patrice Beaucourt de Noortvelde, Jaarboeken van den lande van den Vrijen (1784)
- Bernardus Detert, talrijke brochures en pamfletten
- Jan-Baptist Versluys, vulgariserende werken over geneeskunde (vertalingen)
- Franciscus van Zandycke, vulgariserende werken over geneeskunde (vertalingen)
- Arnold Hoogvliet, Abraham den Aarts-Vader (1788)
- Caraccioli, Leven van Joseph den II (vertaling) (1791)
- Fénelon, De gevallen van Telemachus (vertaling) (1792)
- Chateaubriand, Van Bonaparte, van de Bourbons, (...) (vertaling) (1814)

Vanaf minstens 1789 drukte hij een jaarlijkse almanak en daarnaast veel gelegenheidsdrukwerk.

## Krantenuitgever
Bogaert werd vooral bekend als krantenuitgever.
- In 1784-1785 drukte hij voor rekening van Bernardus Detert een halfmaandelijks spectatoriaal blad onder de titel De Rapsodisten of Mengelaars.
- In 1792 (eerste Franse overheersing) gaf hij het Vaderlandsch Nieuwsblad uit, spreekbuis van de Fransgezinde revolutionairen.
- In 1793 verscheen het blad nog een paar maal als Brugsch Nieuwsblad.
- In juni 1795 stichtte hij de Brugsche Gazette, later de Gazette van Brugge. Dit blad overleefde hem en bleef tot kort na de Eerste Wereldoorlog bestaan. De eigenaar na 1845 en tot in 1898 was de familie Herreboudt, die vanaf 1906 Brugsch Handelsblad uitgaf, een weekblad dat (vanaf 1990 als onderdeel van de Krant van West-Vlaanderen (Roularta)), anno 2019 nog steeds bestaat.

## Taalijveraar
In 1795 publiceerde Bogaert in zijn pas opgerichte Brugsche Gazette een manifest ter verdediging van de Vlaamse taal. Het moest niet onderdoen voor de in de geschiedenis beter bekende gelijklopende pamfletten, zoals de Oordeelkundige Verhandelinge van Willem Verhoeven en de Verhandeling op d'onacht der moederlijke taal van Jan Baptist Verlooy.
Bogaert had daarbij de verdienste zijn manifest te publiceren in volle verfransingsperiode. Hierop volgde zijn jarenlang volgehouden inspanning om in de moedertaal te publiceren, zowel onder de vorm van boeken als van zijn krant. In concurrentie met de Société litteraire organiseerde hij ook een bibliotheek en 'Letterkundig kabinet'.
In de periode van het Verenigd Koninkrijk der Nederlanden was Bogaert een overtuigd voorstander van de Taalunie, ook al betekende dit de overwinning van de 'Hollandse' schrijfwijze en uitspraak op de 'Nederduitsche'. Hij polemiseerde hierover heftig met taalparticularisten zoals Leo de Foere, Petrus Behaeghel en anderen.
Uit de geschiedenis treedt Bogaert naar voor als een van de belangrijkste taalijveraars van zijn tijd en voor West-Vlaanderen en Brugge als de onbetwiste koploper.

## Rederijker
Zijn leven lang was Bogaert amateur-dichter, activiteit die hij beoefende als lid van de rederijkerskamer van het Heilig-Kruis. Toen hij in 1790 als 'hofmeester' van deze vereniging geconfronteerd werd met haar ondergang door twist en tweedracht in volle revolutieperiode, nam hij een reddingsinitiatief en werd sindsdien beschouwd als de 'vader' van deze kamer.
Bogaert gaf nieuwe impulsen aan het organiseren van dichtwedstrijden en nam er zelf ook vaak aan deel, behalve wanneer hij tot de beoordelende jury behoorde. Rederijkersactiviteiten zoals landjuwelen en 'concordaten' vonden bij hem actieve steun.
Onder het Verenigd Koninkrijk kreeg de kamer het predicaat Koninklijk en herhaaldelijk werd het bestuur in audiëntie ontvangen door koning Willem I en door de prinsen Willem en Frederik.
Bogaert ondersteunde actief de plaatselijke afdelingen van de Koninklijke Maatschappij van Vaderlandsche Taal- en Letterkunde en de Maatschappij tot Nut van 't Algemeen.

## Kunstverzamelaar
Bogaert wist een uitgebreide kunstverzameling aan te leggen.
Na zijn dood werden 142 werken geveild: 83 schilderijen op doek, 52 op hout, 3 op koper en 2 op perkament. Waarschijnlijk hadden zijn erfgenamen ook vooraf werken uit de nalatenschap gekozen. Van 68 van de geveilde werken werd de naam van de schilder vermeld, van 20 werken werd gemeld dat ze “naar” of “in de trant van” een bekende meester waren geschilderd en 72 werken bleven anoniem. Men mag dus aannemen dat de catalogus ernstig was opgesteld, zonder de bedoeling de werken door dubieuze toeschrijvingen in waarde te doen stijgen. Dit betekent natuurlijk niet dat alle toeschrijvingen van toen op vandaag nog de test van de historische kritiek zouden doorstaan.
Werden onder meer geveild: Maria Magdalena stervende en Kruisafneming, beide door Anthony van Dyck, Christus te Emmaüs door Caravaggio, Kluizenaar in meditatie in een grot door Rembrandt, Landschap met pelgrims door Hans Memling, Godenfestijn door Jacob Jordaens, Berglandschap met figuren door Nicolas Poussin, Winterlandschap door een Bruegel, Bloemenkrans door Bruegel (wellicht de fluwelen Bruegel) en Zelfportret door Jan van Eyck.
Verder bezat hij: van Frans Pourbus Gekruisigde Christus tussen de twee moordenaars (1574), van Jacob van Oost de Oude (1603-1671), David met het hoofd van Goliath, Christus en Zoon van Oost tokkelend op de mandoline, van Jacob van Oost (1639-1713) Sint Pieter, Walvisvangst en Veldslag voor Antwerpen van Jan Baptist Herregouts (1646-1721) Ongeschoeide karmeliet in aanbidding voor het kind Jezus, van Dominique Nollet (1640-1736) Turk met koopvrouw, van Lodewijk De Deyster (1656-1711) een Landschap en van Jozef Ducq (1762-1829) Koning David aan wie een slaaf wordt aangeboden en Lot en zijn dochters.
Bogaert had ook een niet onaardig onroerend bezit verworven. Naast het woonhuis met drukkerij in de Kuipersstraat, bezat hij de eigendommen Grote Markt 33, Geernaartstraat 3, Eiermarkt 35 en een huis in de Mariastraat. Hij bezat eveneens een buitenverblijf met grote tuin en een hofstede in Sint-Andries.

## Straatnaam
De Brugse gemeenteraad besliste op 31 maart 2015 aan een zijstraat van de Gentpoortvest, in een nieuwbouwproject op het terrein van de vroegere drukkerij Die Keure, de naam Joseph Bogaertstraat te geven.